# Ashley Higginson

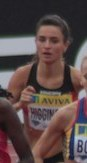
Ashley Higginson

Ashley Higginson (* 17. März 1989) ist eine US-amerikanische Hindernisläuferin.
Bei den Leichtathletik-Weltmeisterschaften 2013 in Moskau schied sie im Vorlauf aus.
2015 siegte sie bei den Panamerikanischen Spielen in Toronto.

## Persönliche Bestzeiten
- 1500 m: 4:08,13 min, 20. Mai 2016, Los Angeles
- 1 Meile: 4:33,90 min, 30. April 2016, Philadelphia
  - Halle: 4:30,16 min, 6. Februar 2016, New York City
- 3000 m: 8:56,67 min, 14. Juni 2014, New York City
  - Halle: 8:57,86 min, 14. Februar 2015, New York City
- 5000 m: 15:18,53 min, 2. Mai 2015, Palo Alto
- 3000 m Hindernis: 9:27,59 min, 28. Juni 2014,	Sacramento